# Teiidae
Teiidae је фамилија гуштера која насељава америчке континенте. Тренутно се фамилија састоји од око 150 врста сврстаних у осамнаест родова. Неколико врста се размножава партеногенетски.  

## Морфологија и понашање
Припадници фамилије Teiidae се разликују од осталих гуштера по следећим карактеристикама: са трбушне стране поседују велике правоугаоне крљушти које формирају изражене попречне редове док са леђне стране имају обично мале зрнасте крљушти, крљушт на глави је одвојена од костију лобање, зуби су чврсти у основи и „залепљени“ за вилицу. Поред тога, сви представници имају раздвојен језик налик змијском и развијене екстремитете. 
Teiidae су терестричне (неколико њих води амфибијски начин живота) и дневно активне животиње, превасходно су месождери. Све врсте су овипарне.

## Класификација
Фамилија Teiidae садржи око 150 врста сврстаних у две потфамилије и осамнаест родова.   
- потфамилија Teiinae:
  - Ameiva
  - Ameivula
  - Aspidoscelis
  - Aurivela
  - Cnemidophorus
  - Contomastix
  - Dicrodon
  - Glaucomastix
  - Holcosus
  - Kentropyx
  - Medopheos
  - Pholidoscelis
  - Teius
- потфамилија Tupinambinae:
  - Callopistes
  - Crocodilurus
  - Dracaena
  - Salvator
  - Tupinambis